# Scott Fraser (Orientierungsläufer)

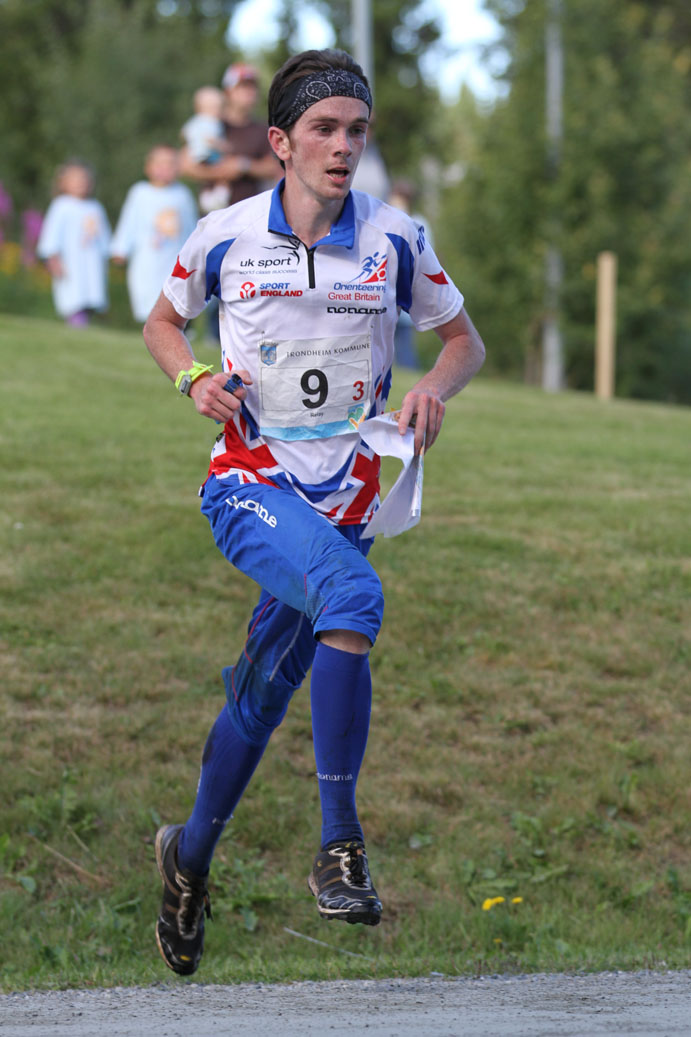
Scott Fraser, 2010

Scott Fraser (* 25. März 1986 in Edinburgh) ist ein britischer Orientierungsläufer. 
Der Schotte Fraser startet seit 2006 im Weltcup und seit 2007 bei den Weltmeisterschaften der Herren. 2008 lief er im Sprint überraschend auf den vierten Platz bei den Europameisterschaften im lettischen Ventspils. Beim Sieg des Schweden Emil Wingstedt verpasste er eine Medaille nur um zwei Sekunden. In den kommenden Jahren zeigte er öfters seine Stärke vor allem auf der Sprintstrecke. Eine Medaille bei Europa- oder Weltmeisterschaften sprang aber noch nicht heraus. 2010 in Trondheim verpasste das britische Team mit Graham Gristwood, Jon Duncan und Fraser im WM-Staffelrennen knapp eine Medaille. Zwei Jahre später wurde Fraser Vierter beim WM-Sprint in Lausanne. Bei den folgenden Weltmeisterschaften im finnischen Vuokatti gelang ihm aber doch der Lauf unter die ersten drei. Im Sprint blieb er nur hinter dem Finnen Mårten Boström zurück und wurde damit Vizeweltmeister.
Fraser gewann britische Meisterschaften im Sprint (2007, 2008, 2009) und auf der Mitteldistanz (2009). 
2010 zog Fraser nach Stockholm, wo er seit 2011 für den Verein Södertälje-Nykvarn Orientering läuft. Zuvor startete er international für Sävedalens AIK und dem finnischen Klub Turun Metsänkävijät.

## Platzierungen
| Weltmeisterschaften | Sprint | Mittel | Lang | Staffel |
| ------------------- | ------ | ------ | ---- | ------- |
| 2007 Kiew           |        | nq     | nq   |         |
| 2008 Olomouc        | nq     |        | 21.  |         |
| 2009 Miskolc        | 18.    |        | 40.  | 9.      |
| 2010 Trondheim      | dsq.   |        | 6.   | 4.      |
| 2011 Savoie         | 9.     |        |      | 15.     |
| 2012 Lausanne       | 4.     |        | 20.  | 16.     |
| 2013 Vuokatti       | 2.     |        |      |         |

| Europameisterschaften | Sprint | Mittel | Lang | Staffel |
| --------------------- | ------ | ------ | ---- | ------- |
| 2008 Ventspils        | 4.     | dsq.   | nq   |         |
| 2010 Primorsko        | 26.    | 43.    |      | 6.      |
| 2012 Falun            | 5.     |        | 29.  | 15.     |

| World Games    | Sprint | Mittel | Mixed |
| -------------- | ------ | ------ | ----- |
| 2009 Kaohsiung | 15.    | 12.    | dsq.  |
| 2013 Cali      | 7.     | dsq.   | dsq.  |

| Junioren-WM       | Sprint | Mittel | Lang | Staffel |
| ----------------- | ------ | ------ | ---- | ------- |
| 2004 Gdynia       |        | 24.    | 64.  | 11.     |
| 2005 Tenero       |        | 10.    | 12.  | 9.      |
| 2006 Druskininkai | 12.    |        | 42.  | 9.      |

| Gesamt-Weltcup | Gesamt-Weltcup |
| -------------- | -------------- |
| 2006           | 113.           |
| 2007           | 120.           |
| 2008           | 21.            |
| 2009           | 74.            |
| 2010           | 52.            |
| 2011           | 15.            |
| 2012           | 29.            |